# Sanremo 88 (CGD)
Sanremo 88, sottotitolato 16 Brani in Versione Originale - Durata Integrale, è un album compilation pubblicato nel febbraio 1988 dall'etichetta discografica CGD.
L'album contiene 16 brani partecipanti al Festival di Sanremo 1988, fra i quali 9 erano in gara (6 proposti da Big, 3 da Nuove Proposte), altri 5 sono stati presentati da ospiti della manifestazione, uno dal conduttore Miguel Bosé, mentre il rimanente, Mamma dammi i soldi, era la sigla finale del programma.

## Tracce
1. Matia Bazar - La prima stella della sera
2. Giorgia Fiorio - Io con te
3. Massimo Ranieri - Perdere l'amore
4. Stefano Ruffini - Canto bolero
5. Drupi - Era bella davvero
6. Paul Anka - Freedom for the World
7. New Order - True Faith
8. Mandy - Positive Reaction
9. Francesco Nuti - Sarà per te
10. Tania Tedesco - La notte delle favole
11. Raf - Inevitabile follia
12. Alan Sorrenti - Come per miracolo
13. Espressione Musica - Mamma dammi i soldi
14. Miguel Bosé - Lay Down on Me
15. Sinitta - GTO
16. James Brown e Wilson Pickett - Cold Sweet